# 宇検村

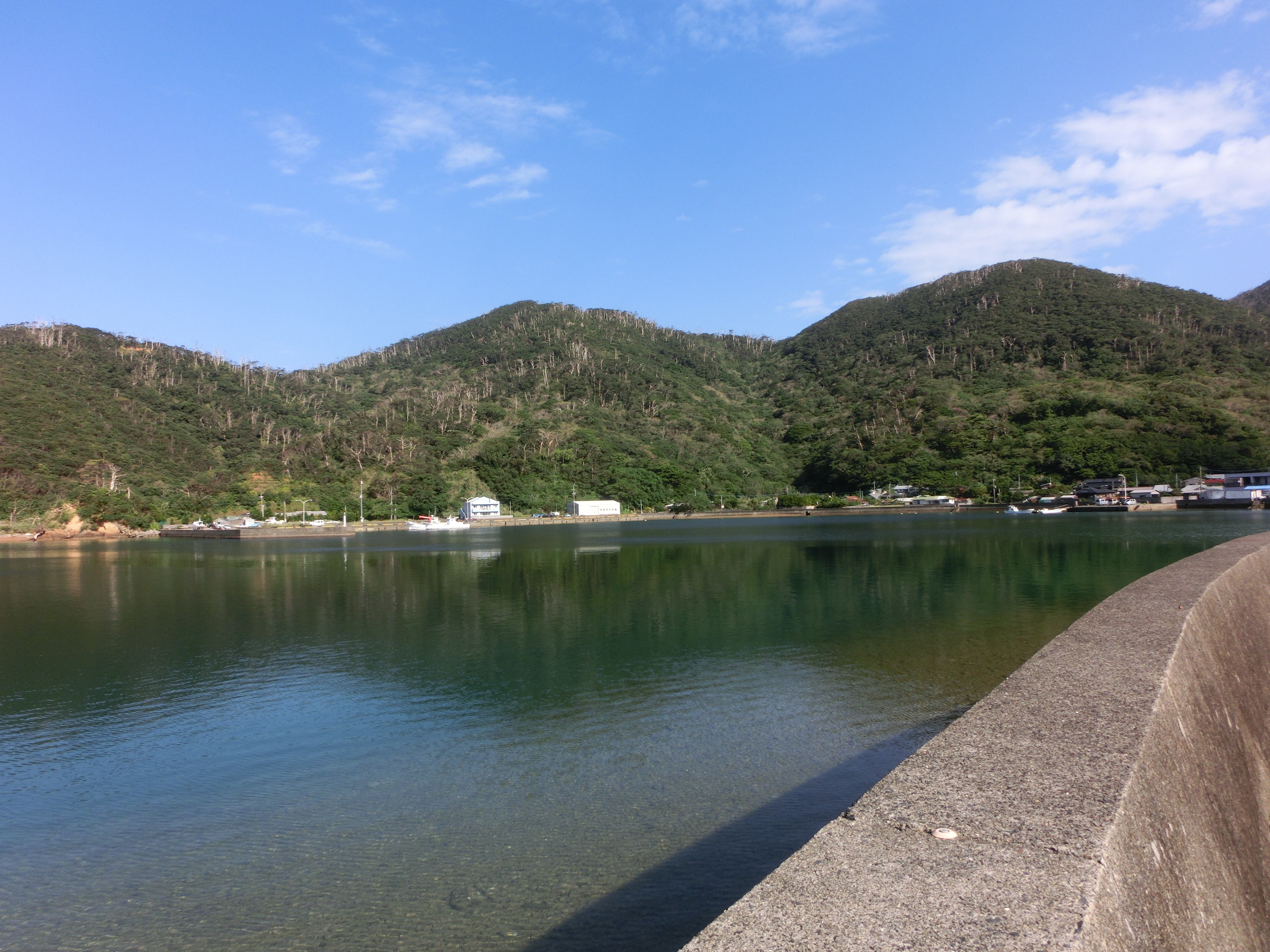
宇検集落の漁港風景

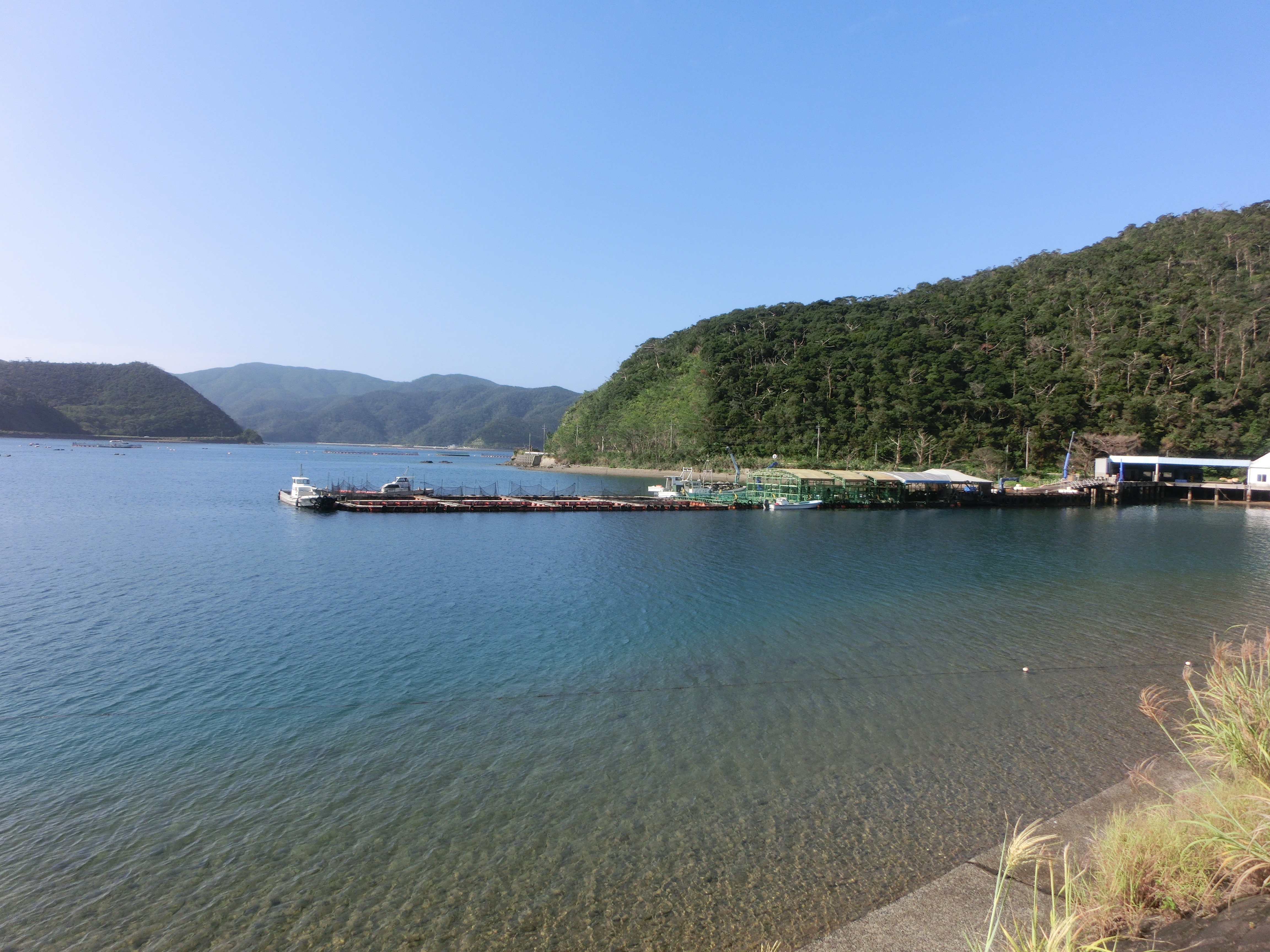
芦検集落にある（株）択洋の真珠の養殖風景

宇検村（うけんそん）は、鹿児島県の奄美大島の中南部西岸に位置する村。深い入江の焼内湾があり、これを取り囲むように14の集落が存在する。大島郡に属する。

## 地理
村の総面積の90%以上が低山性山地で、焼内湾の周囲に狭小な沖積平野が点在する。
- 山：湯湾岳（694m。奄美大島の最高峰で、奄美群島国立公園の特別保護地区に指定[3]）
- 島：枝手久島（奄美群島最大の無人島）

### 隣接市町村
- 奄美市
- 大島郡：大和村・瀬戸内町

### 地名
- 芦検（あしけん）
- 阿室（あむろ）
- 生勝（いけがち）
- 石良（いしら）
- 宇検（うけん）
- 久志（くし）
- 佐念（さねん）
- 須古（すこ）
- 田検（たけん）
- 名柄（ながら）
- 部連（ぶれん）
- 平田（へだ）
- 屋鈍（やどん）
- 湯湾（ゆわん）

## 歴史

### 年表
- 16世紀 - 琉球国が屋喜内（焼内）間切を設置。
- 1908年4月1日 - 島嶼町村制施行により、焼内間切宇検方及び西間切西方の区域を以て大島郡焼内村が発足。
- 1916年5月20日 - 焼内村から西方村（旧西間切西方）が分立。
- 1917年8月15日 - 焼内村が宇検村に改称。
- 1946年1月28日 - アメリカ合衆国（琉球列島米国民政府）の統治下におかれる。
- 1953年12月25日 - 奄美群島の日本返還[4]。
- 1962年4月 - 役場庁舎が完成[4]。
- 2003年5月21日 - 村在住の77歳男性がカツオ漁の最中に遭難。15日間漂流後に280キロ離れた沖縄県粟国島沖で救助された。
- 2004年2月 - 「奄美大島地区合併協議会」に参加。
- 2005年3月 - 「奄美大島地区合併協議会」から大和村と脱退。
- 2022年（令和4年）1月8日 - 鹿児島県は島内の新型コロナウイルス感染症患者の急増を受けて、5市町村に独自の緊急事態宣言発令を決定。同月11日から24日までの間、飲食店における酒類の提供停止と営業時間短縮を要請[5]。

### 宇検村からの移民
『鹿児島県海外移住者名簿』によると、宇検村からの集団での初めての移民は1918年（大正7年）9月6日に長崎港から讃岐丸に乗ってブラジルに渡航した13家族54人である。当時の宇検村は奄美大島の行政村の中で農家一戸当たりの所有農地が狭小で、一世帯当たりの人口が最も多く人口圧が高い状況にあった。1918年から戦中の中断を経て戦後1958年にかけて奄美大島からブラジルへの移民が行われたが、宇検村からの移民が最も多く85世帯492人が移住した（出典2001年4月18日朝日新聞）。
ブラジルサンパウロ近郊のビラカホン地区に多くの奄美（宇検村）出身の移民が住む。また、宇検村の湯湾川にはブラジル移民らの募金によって架けられた「伯国橋」がある。
このほか宇検村からは満洲や南洋群島などへの移住者も多かった。

### 無我利道場問題
1973年に東亜燃料工業（現ENEOS）が村内の焼内湾にある技手久島に石油備蓄基地建設を計画したことに端を発し、反対派住民の招きによって、当時鹿児島県トカラ列島諏訪之瀬島にコミューンを築いていたヒッピーである山田塊也らが宇検村に移住し、反対運動を展開した。その後、1984年10月には建設計画は撤回されたが、入植者グループは村内の久志集落に定住し、コミューンを「無我利道場」と名付け共同生活を営んでいた。1987年頃から入植者グループの子供達が地元の小学校に私服で登校していることやグループの有機農業のおかげで周辺の田畑に害虫がふえたことなどから「地元のルールを守らない」と地元住民との関係が悪化。村議をはじめとする村の有力者によって「無我利道場解体村民会」が結成された。
1988年8月に東京の極東会系の右翼団体である松魂塾の代表者が無我利道場の母屋の所有権を取得し、街宣車で入植者グループの追い出しを図り始めた。（1990年1月にはこの街宣活動について軽犯罪法違反容疑で構成員5名が逮捕された。）、同年10月30日松魂塾の構成員がダンプカーで無我利道場に突入し母屋を破壊、入植者1名に重傷を負わせる。（刑法の建造物損壊罪、傷害罪で5名が逮捕された。）
1989年9月「無我利道場」の共同生活は解散し、各世帯での生活を始めたが、その後も追放運動が続けられ
たため、1990年7月には入植者グループが追放派の住民に損害賠償を求める訴えを提起した。一方、1991年11月には追放派の住民らが「平穏に生活する権利を侵害されている」として入植者グループに損害賠償を求める訴えを提起した。1993年11月17日、鹿児島地方裁判所名瀬支部において入植者グループと地元住民との和解が成立し、入植者グループが地元社会との相互理解に努力すること、地元住民が追放運動を停止することなどが合意された。
さほど多くもない村民が「入植者グループ」と元の村民が「追放派 」「追放運動拒否派」に分かれ、また他の暴力団や人権運動家らの島外者も入り乱れ、村内に大きな禍根を残した事件である。

### 平成の大合併期における自治体合併の動き
2004年2月13日に村議会において名瀬市、瀬戸内町、笠利町、大和村、住用村と構成する奄美大島地区合併協議会への参加を決議。その後、村議会で合併反対案が決議され、2005年1月31日に合併協議会から離脱することを正式に表明。（瀬戸内町と大和村も離脱。名瀬市、笠利町、住用村は2006年3月20日に合併し奄美市となった。）

### 放射性廃棄物最終処分場誘致
2006年6月に村の要請により原子力発電環境整備機構が、高レベル放射性廃棄物の最終処分場についての説明会を開催。最大で年に20億円、調査の期間を通じ70億円が交付されるという国の電源立地交付金制度を当て込んだものだったが、反対意見も多く誘致は断念された。

## 行政
- 村長：元山公知（もとやまあきら）

## 地域

### 人口
| |                                        |  |
| 宇検村と全国の年齢別人口分布（2005年） | 宇検村の年齢・男女別人口分布（2005年） |  |
| ■紫色 ― 宇検村 ■緑色 ― 日本全国 | ■青色 ― 男性 ■赤色 ― 女性              |  |
| 宇検村（に相当する地域）の人口の推移 \| 1970年（昭和45年） \| 3,377人 \| \| \| 1975年（昭和50年） \| 2,671人 \| \| \| 1980年（昭和55年） \| 2,594人 \| \| \| 1985年（昭和60年） \| 2,473人 \| \| \| 1990年（平成2年） \| 2,492人 \| \| \| 1995年（平成7年） \| 2,424人 \| \| \| 2000年（平成12年） \| 2,243人 \| \| \| 2005年（平成17年） \| 2,048人 \| \| \| 2010年（平成22年） \| 1,932人 \| \| \| 2015年（平成27年） \| 1,722人 \| \| \| 2020年（令和2年） \| 1,621人 \| \| |                                        |  |
| 総務省統計局 国勢調査より |                                        |  |
| 1970年（昭和45年） | 3,377人                                |  |
| 1975年（昭和50年） | 2,671人                                |  |
| 1980年（昭和55年） | 2,594人                                |  |
| 1985年（昭和60年） | 2,473人                                |  |
| 1990年（平成2年） | 2,492人                                |  |
| 1995年（平成7年） | 2,424人                                |  |
| 2000年（平成12年） | 2,243人                                |  |
| 2005年（平成17年） | 2,048人                                |  |
| 2010年（平成22年） | 1,932人                                |  |
| 2015年（平成27年） | 1,722人                                |  |
| 2020年（令和2年） | 1,621人                                |  |

### 教育

#### 小・中学校
村立
- 宇検村立田検小学校
- 宇検村立名柄小学校
- 宇検村立阿室小学校
- 宇検村立久志小学校
- 宇検村立田検中学校
- 宇検村立名柄中学校
- 宇検村立阿室中学校
- 宇検村立久志中学校

## 交通
- 最寄り空港は奄美空港。
- 最寄り港は古仁屋港（かつては旅客船の定期便が出ていた）、名瀬港。

### バス路線

#### 一般路線バス
- しまバス（旧道の島交通） - 新村（奄美市旧住用村）と村中心部の湯湾地区および焼内湾北岸部を結ぶ路線と、湯湾地区と焼内湾南岸部を結ぶ路線がある。名瀬市街地への直行便はなく、名瀬市街地と村との間を移動する場合は新村で乗り換えとなる。焼内湾南岸部との間を利用する場合、さらに湯湾でも乗り換えが必要となる。新村・湯湾とも乗り継ぎを考慮したダイヤとなっている。
  - 新村 - 石良 - 湯湾 - 宇検
  - 湯湾 - 屋鈍

### 道路

#### 県道
主要地方道
- 鹿児島県道79号名瀬瀬戸内線
- 鹿児島県道85号湯湾新村線

一般県道
- 鹿児島県道627号曽津高崎線

## 名所・旧跡・観光スポット

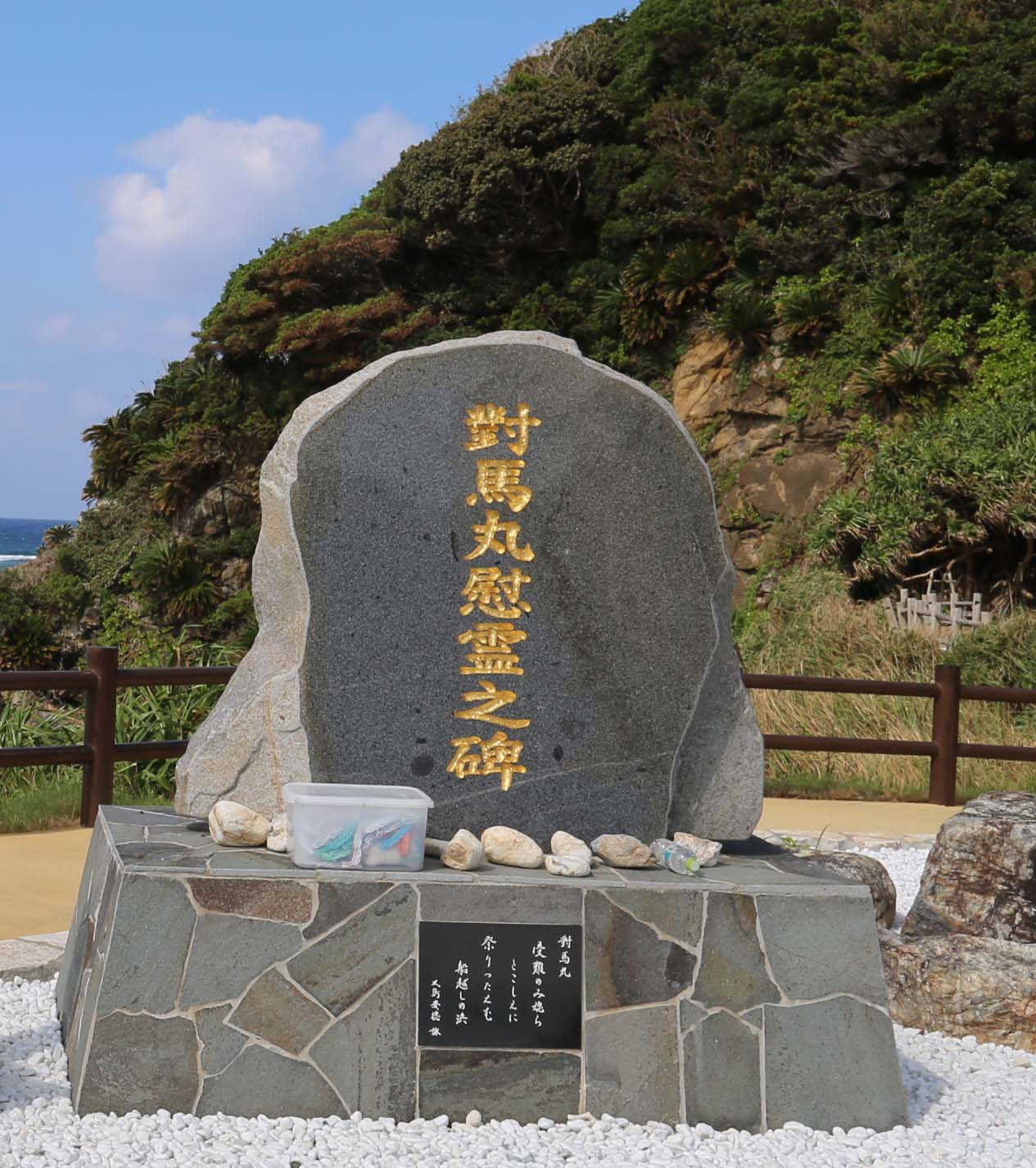
奄美大島の宇検村の船越海水浴場にある対馬丸慰霊碑

- 湯湾岳展望台
- 峰田山公園
- アランガチの滝
- 四級親水公園
- 船越海水浴場
- タエン浜海水浴場
- 屋鈍海水浴場
- カンツメの碑
- 曽津高崎（そっこうざき）灯台
- 倉木崎海底遺跡

## 祭事・催事
- 浜下り - 芦検、平田、屋鈍集落に残る伝統行事。旧暦3月3日。屋鈍では三月石に祈る。
- やけうちどんと祭り - 7月下旬-8月上旬。パレード、花火大会など。
- 豊年祭 - 集落毎に8月-9月に実施。
- シバサシ - 安室、生勝集落に残る伝統行事。旧暦8月。
- つなかがりゃー - 田検集落に残る伝統行事。旧暦8月。
- むちむれ（餅貰い） - 芦検集落に残る伝統行事。11月中旬。
- お魚祭り - 12月第1日曜日。

## 文化
- シマ唄 - 村内に「かんつめ節」、「ハイスリ節」、「しんむと節｣、「正月着物」などが伝わる。

## 経済

### 企業
- 奄美大島開運酒造 - 奄美黒糖焼酎れんと等の蔵元、黒糖もろみ酢製造工場。本社は奄美市。
- 奄美大島宇検農産 - タンカン、マンゴー、パッションフルーツ等の販売。
- 宇検村元気の出る公社 - 第三セクター。黒糖の製造販売。
- 宇堅養殖 - 第三セクター。クルマエビの養殖。

## 放送
- 特定非営利活動法人エフエムうけん - コミュニティ放送局。76.3MHz[1]。

## 出身関連著名人

### 出身有名人
- 朝ノ海正清 - 屋鈍出身の大相撲力士。1960年代に活躍。
- 石原久子 - 湯湾出身の唄者。女流三味線奏者のはしりで、シマ唄指導者、「大島紬ぬうりぎょらさ」の作曲者としても知られる。
- 坪山豊 - 生勝出身の船大工。唄者、「ワイド節」などの作曲家として知られる。
- 好美清光 - 民法学者。日影権研究の第一人者。
- 渡陽子 - 田検出身のあまみエフエムパーソナリティ。開運酒造株式会社から転職。
- 重一徳 - 須古出身の競輪選手。2020年、競輪史上35人目（KPK実施以降）となる通算500勝を達成（JKAより表彰対象[7]）[8]。

### 観光大使
- 石野田奈津代 - 宇検村観光大使[9]第1号。東京都神津島出身のシンガーソングライター。村の子どもたちと歌作り交流活動を実施。